# Apanteles phaenna
Apanteles phaenna är en stekelart som beskrevs av Nixon 1965. Apanteles phaenna ingår i släktet Apanteles och familjen bracksteklar. Inga underarter finns listade i Catalogue of Life.